# Palatul Suțu
Palatul Suțu este un edificiu din București, situat în zona Universitate, sector 3.
La porunca postelnicului Costache Gr. Suțu, palatul a fost ridicat între anii 1833-1835, în stil neogotic, după planurile arhitecților vienezi Conrad Schwink și Johann Veit. 
Ulterior, pe la 1862, aspectul interior al clădirii a fost mult modificat, în urma unor operații de modernizare executate de sculptorul Karl Storck, prin adăugarea unor elemente arhitectonice printre care și o monumentală scară desfăcută în două brațe, reflectată în imensitatea unei oglinzi aduse de la Murano.
Clădirea, declarată monument istoric (cod LMI B-II-m-A-18221), găzduiește în prezent Muzeul Municipiului București.

## Galerie de imagini

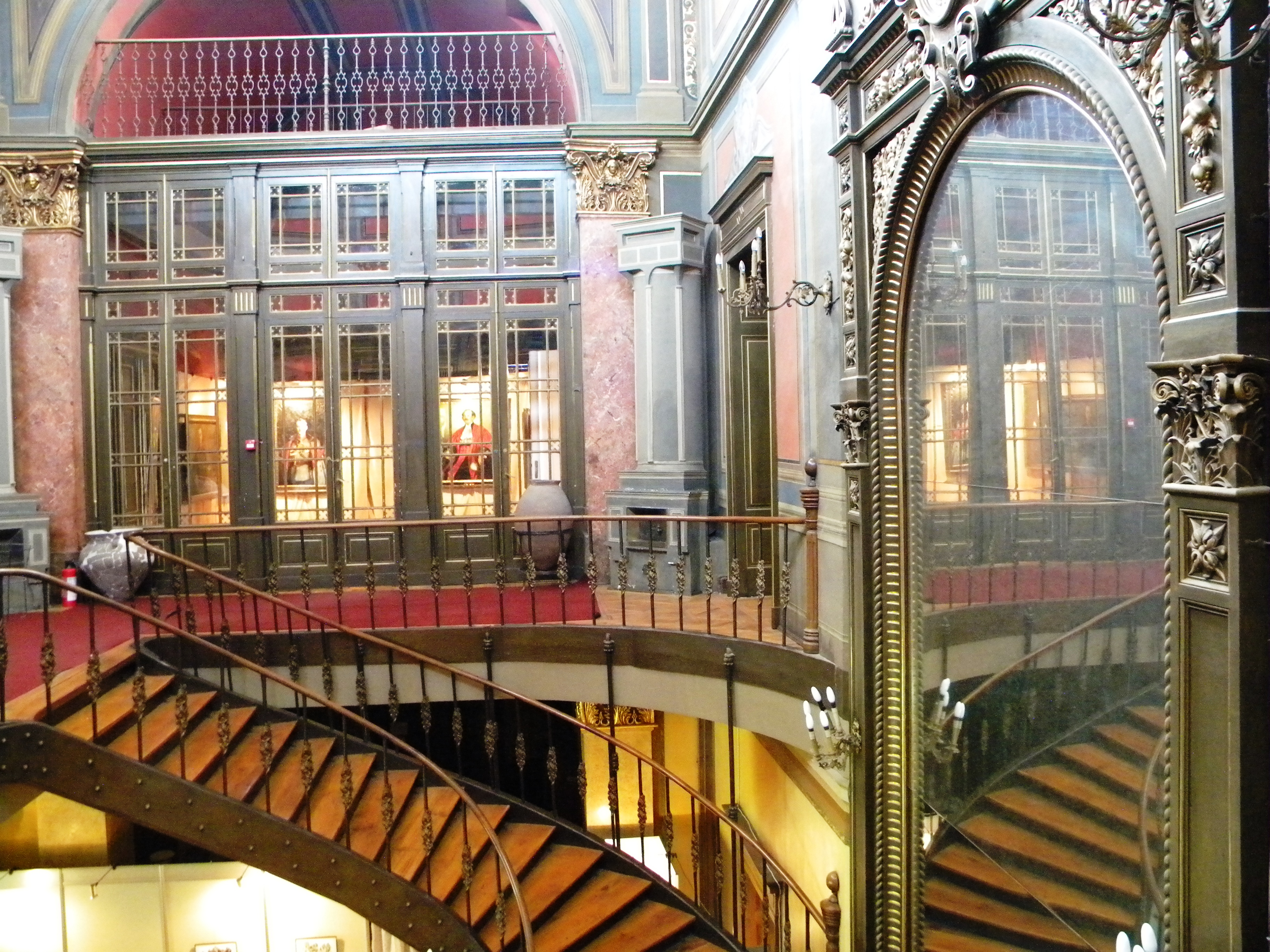
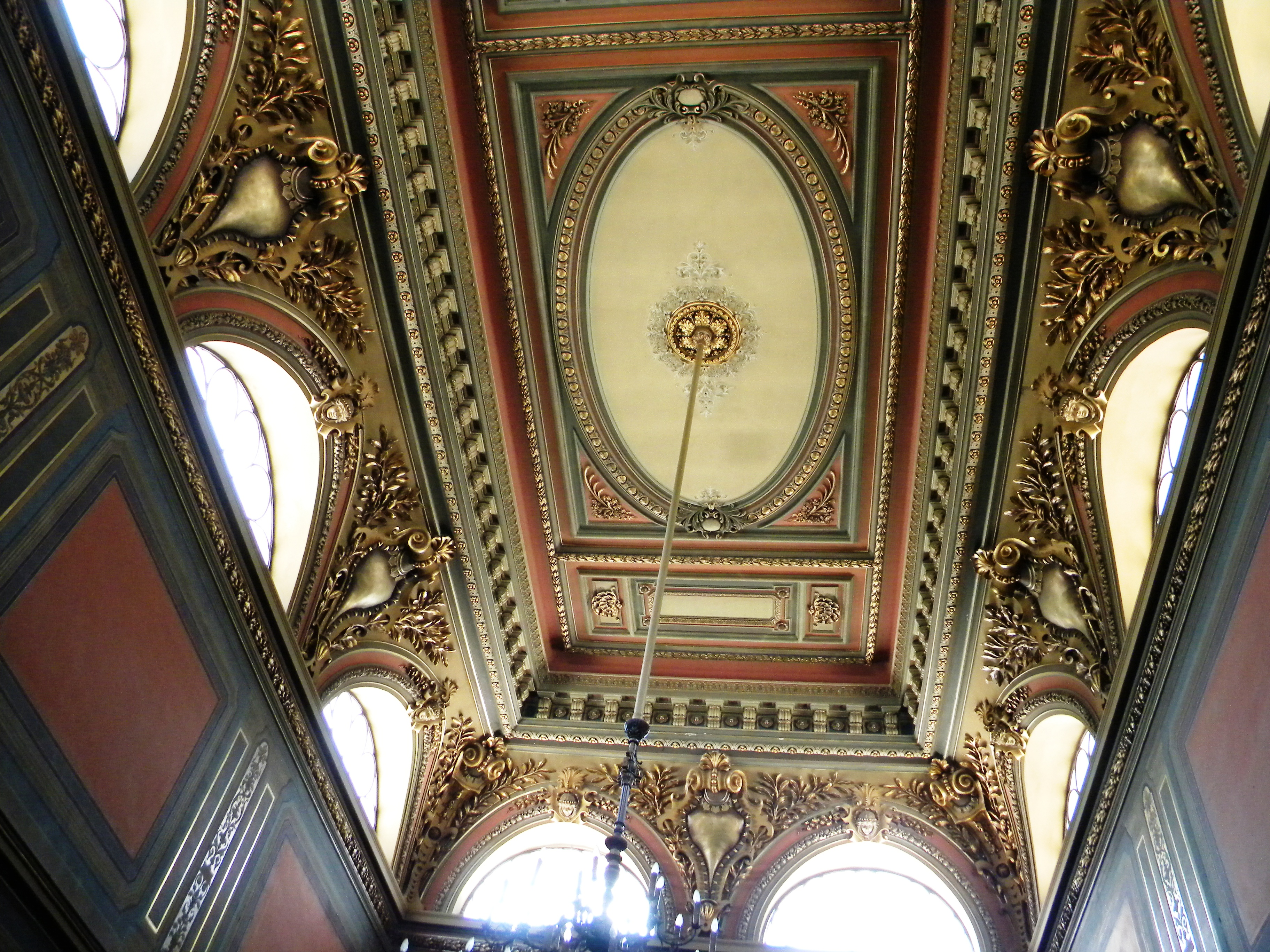
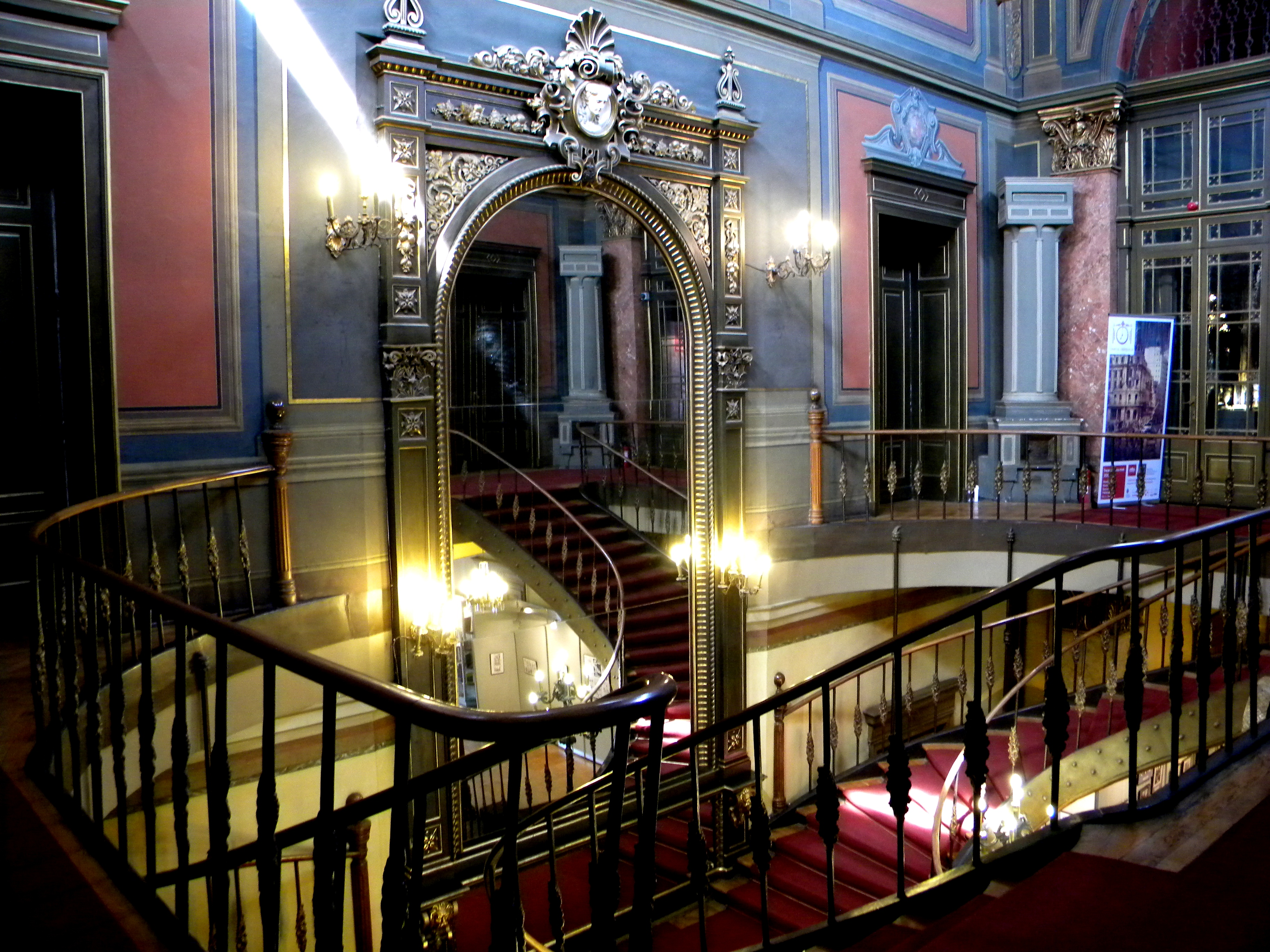
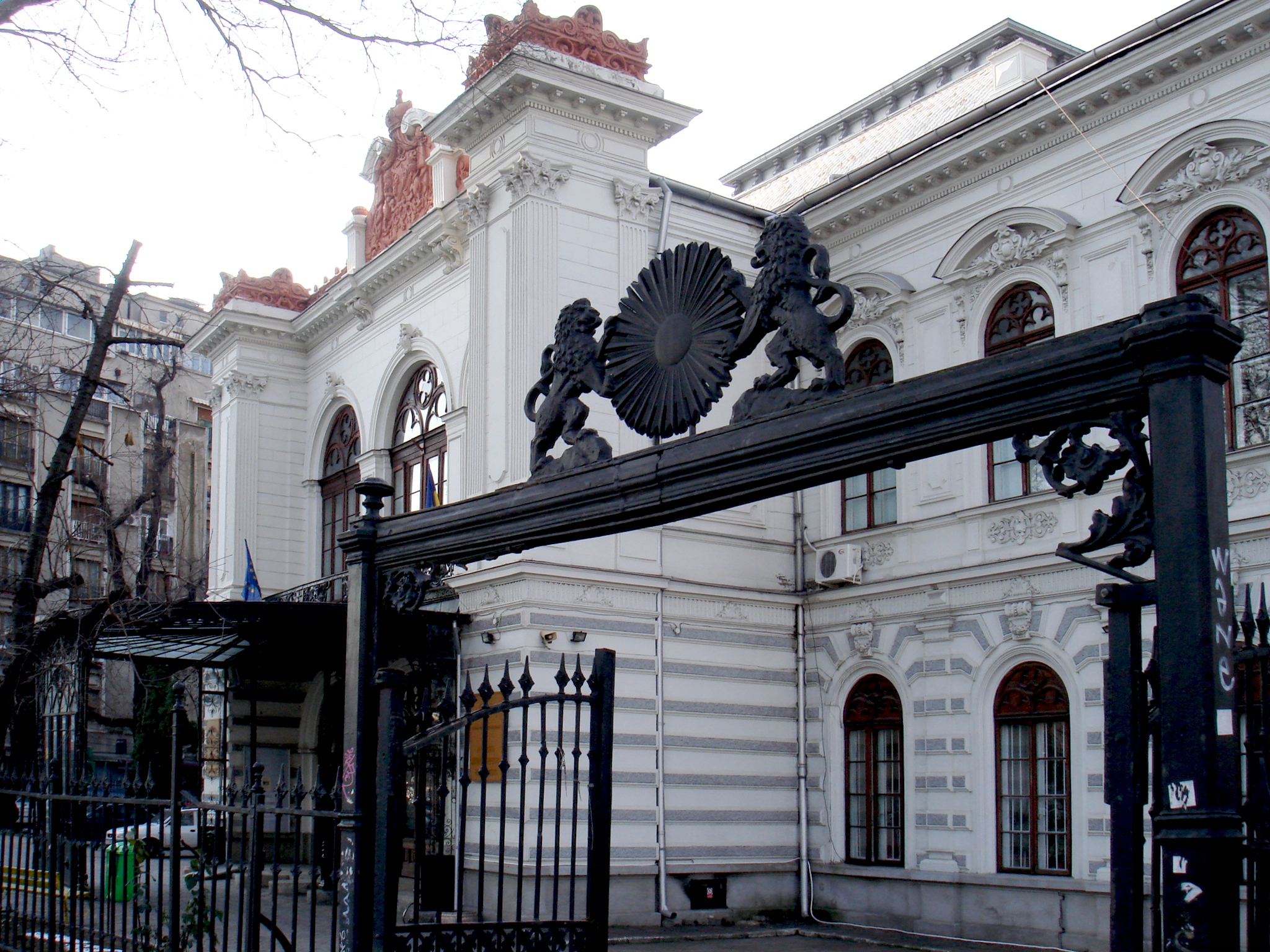
Una din cele „Două porţi monumentale împodobite cu câte doi lei aurii ce ţineau în labe un soare aurit şi el, mare cât o roată de car”, cum povesteşte Radu D. Rosetti
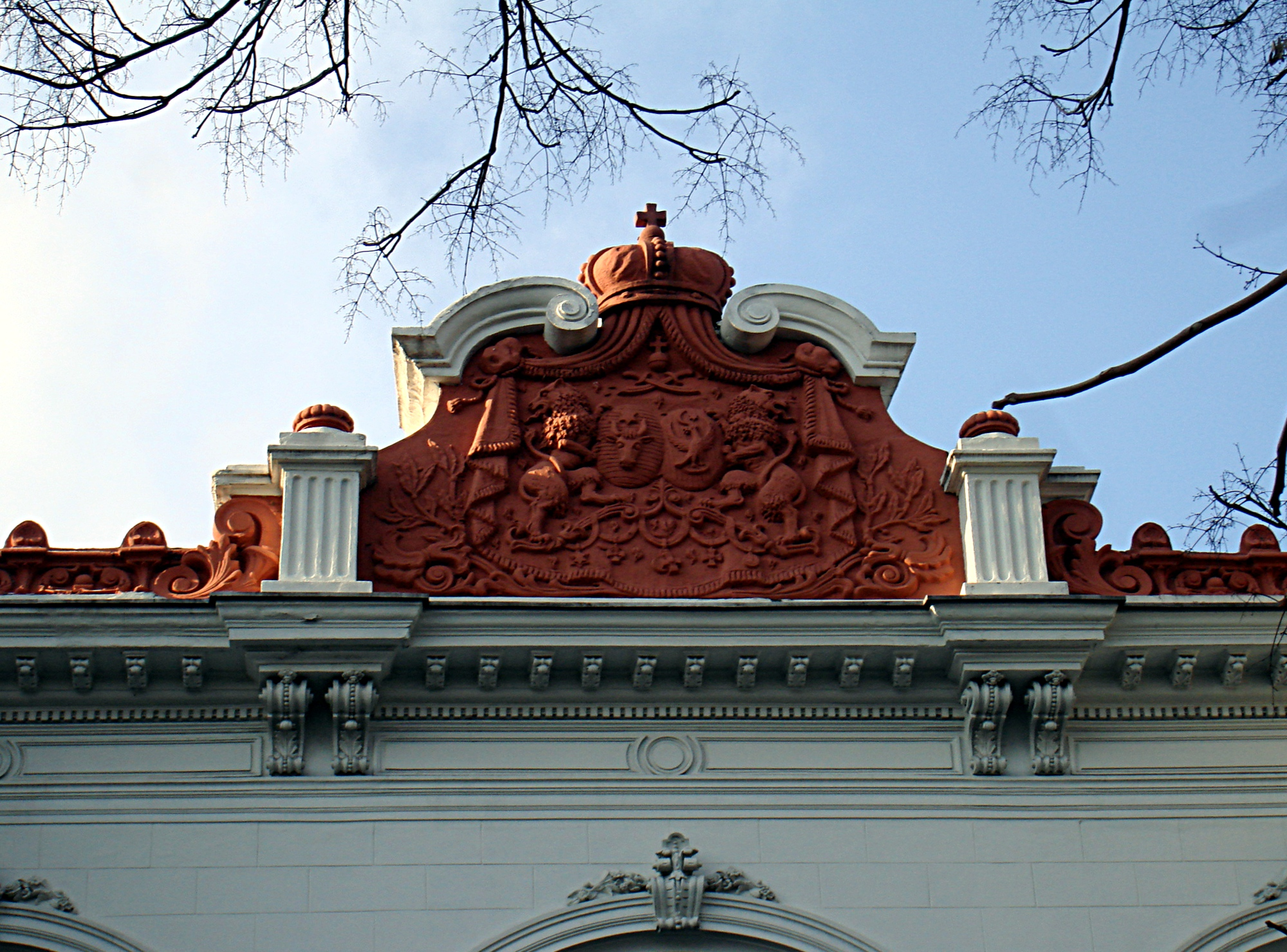
Blazonul de pe fronton cuprinde cele două elemente distinctive oficiale, vulturul Munteniei şi zimbrul Moldovei. Domnitorul Alexandru Ioan Cuza a dispus demontarea acestuia. După abdicarea lui Cuza, la stăruinţa urmaşilor lui Costache Gr. Suţu şi din îngăduinţa Regelui Carol I, blazonul a fost reaşezat la locul său